# Diplectronella kimalaksa
Diplectronella kimalaksa är en nattsländeart som beskrevs av Schmid 1961. Diplectronella kimalaksa ingår i släktet Diplectronella och familjen ryssjenattsländor. Inga underarter finns listade i Catalogue of Life.